# Руини на Лоропени
Руините на Лоропени са останки от древен град близо до днешен Лоропени в южната част на Буркина Фасо.
Причислени са към списъка на световното културно и природно наследство на ЮНЕСКО през 2009 г. Това е първият такъв обект в страната. Има площ от 11 130 m2 и включва редица каменни стени, които са съставяли древна крепост, най-добре запазената от десет такива в района. Възрастта им е поне 1000 г. Селището процъфтява по време на транссахарската търговия, особено между 14 и 17 век, и е населявано от народите лохрон и куланго. Изоставено е в началото на 19 век.
Стените образуват правоъгълна форма с височина 6 m, дължина 100 m и дебелина в основата 1,4 m. Това са най-добре запазените стени от ред подобни крепостни развалини, намерени на територията на Буркина Фасо, Гана и Кот д'Ивоар.